# Рънълс (окръг, Тексас)
Окръг Рънълс (на английски: Runnels County) е окръг в щата Тексас, Съединени американски щати. Площта му е 2738 km², а населението - 11 495 души (2000). Административен център е град Болинджър.